# Thysanothecium hookeri
Thysanothecium hookeri är en lavart som beskrevs av Mont. & Berk. Thysanothecium hookeri ingår i släktet Thysanothecium och familjen Cladoniaceae.  Utöver nominatformen finns också underarten xanthonicum.